# 파출리
파출리(영어: patchouli, 학명: Pogostemon cablin 포고스테몬 카블린[*])는 꿀풀과의 늘푸른 떨기나무이다. 한자어로 광곽향(廣藿香)이라고도 일컫는다.

## 분포
동남아시아에 분포한다. 필리핀이 원산지이다.

## 특징
키는 70cm 정도이며, 잎은 넓은 타원형이고 톱니가 있다. 꽃은 연한 자주색의 입술꽃(순형화)이다.

## 쓰임새
잎을 증류하여 파출리 알코올을 채취한다.